# Kraszewo-Gaczułty
Kraszewo-Gaczułty – wieś sołecka w Polsce położona w województwie mazowieckim, w powiecie płońskim, w gminie Raciąż.
W latach 1954–1958 wieś należała i była siedzibą władz gromady Kraszewo-Gaczułty, po jej zniesieniu w gromadzie Raciąż. W latach 1975–1998 miejscowość administracyjnie należała do województwa ciechanowskiego.